# Brotonegaran
Brotonegaran is een bestuurslaag in het regentschap Ponorogo van de provincie Oost-Java, Indonesië. Brotonegaran telt 4326 inwoners (volkstelling 2010).